# Collines lœssiques du Centre-Saxon
Les collines lœssiques du Centre-Saxon (Mittelsächsisches Lösshügelland) est un pays vallonné riche en lœss dans le centre de la Saxe en Allemagne. Il s'étend sur 766,16 km2 entre Grimma à l'ouest et Meißen à l'est. C'est un macrogéochore de la région naturelle de la campagne lœssique de Saxe (Sächsisches Lössgefilde). À l'ouest, la Freiberger- et la Zwickauer Mulde convergent en la Mulde. C'est un pays très cultivé et presque dépourvu de forêt, sauf sur les berges de la Mulde.